# Armand-Hippolyte-Louis Fizeau
Armand-Hippolyte-Louis Fizeau, francoski fizik, * 23. september 1819, Pariz, Francija, † 18. september 1896, Nanteuil-le-Haudouin, Francija.

## Življenje in delo
Leta 1849 je Fizeau prvi izmeril hitrost svetlobe brez astronomskih podatkov. Hitrost svetlobe je meril električno s pomočjo vrtečega se zobnika. Meril je med dvema pariškima gričema. Svetlobni curek gre skozi zobe hitro se vrtečega zobatega kolesa in se odbije na zrcalu. Opazovalec svetlobe ne vidi, če curek na povratku zadene zob. Čas potovanja svetlobe meri {\displaystyle 2l/c} in hitrost svetlobe:
{\displaystyle c=2Nl\nu \!\,,}
če je {\displaystyle l} oddaljenost zobatega kolesa od zrcala, {\displaystyle \nu } frekvenca zobatega kolesa in {\displaystyle N} število zob. Njegova meritev je imela relativno napako 0,05. Danes lahko prekinjamo svetlobni curek s Kerrovo celico. Fizeau je raziskoval infrardeči del Sončevega spektra. Izvedel je niz poskusov s hitrostjo svetlobe v snovi, ki se giba. Iznašel je optični dilatometer. Leta 1868 je ugotovil, da se lahko premer oddaljenega telesa izmeri iz interferenčnih vrhov. Kmalu zatem je sledila prva astronomska uporaba interferometrije (glej Michelson).

## Priznanja
V letu 1860 so ga izvolili za člana Francoske akademije znanosti. Leta 1878 je postal član Urada za dolžine.
Njegove ime je vklesano v Eifflov stolp.